# Kazimierz Mastalerz
Kazimierz Władysław Mastalerz, né le 20 novembre 1894 à Czeladź (ou Sosnowiec) et mort le 1er septembre 1939 à Krojanty, est un officier de cavalerie polonais, mort au cours du combat de Krojanty à la tête du 18e régiment de cavalerie poméranien.

## Biographie

### Jeunesse
Il est le fils de Jan Mastalerz (1858-1947), conducteur de train, et de Dobke Sophia (1875-1937). Il fréquente l'école secondaire à Częstochowa. Il appartient à l'Organisation nationale de la jeunesse des écoles secondaires et à l'Organisation de la « future » jeunesse polonaise (PET). En septembre 1912, il cofonde l'équipe de scouts. À la fin de 1912, en tant qu'élève de la classe VII, il est arrêté par les Russes et placé en garde à Częstochowa. Après sa libération, il s'installe à Varsovie, où il fréquente l'école. Craignant une nouvelle arrestation, il déménage à Lviv, où il poursuit ses études. En 1914, il passe ses examens. Pendant cette période, il est membre des équipes de francs-tireurs polonais.

### Carrière pendant la Première Guerre mondiale et l'entre-deux-guerres
Dès 1914, il sert dans le 1er escadron du régiment de cavalerie de la première brigade des légions polonaises. Après la crise du serment de juillet, de 1917 à 1918, il est interné à Szczypiorno, près de Kalisz, puis à Łomża. En novembre 1918, il sert dans un régiment de cavalerie. Il participe à la défense de Lviv, puis à la guerre soviéto-polonaise. En avril 1919, il est nommé sous-lieutenant et, en août 1920, il est promu au grade de lieutenant, puis de capitaine.
De 1925 à 1926, il sert dans le Korpus Ochrony Pogranicza et, en mai 1926, il est promu au grade de major. De 1926 à 1930, il est de nouveau incorporé dans le 1er régiment de cavalerie. En 1930, il est nommé lieutenant-colonel. En mars 1930, à Cracovie, Mastalerz prend le commandement du 8e régiment de cavalerie et occupe ce poste jusqu'en 1939. En 1934, il est promu au grade de colonel. Le 1er août 1939, il est nommé commandant du 18e régiment de cavalerie de Poméranie, qui fait partie de la brigade de cavalerie de Poméranie.

### La charge de Krojanty

Schéma de la bataille de Krojanty, le 1er septembre 1939.

Mastalerz combat au cours de l'invasion de la Pologne par les troupes allemandes au début de la Seconde Guerre mondiale. Le 1er septembre, à Krojanty, il charge avec ses cavaliers un détachement de fantassins allemands qui se replie en désordre. Cependant, les Polonais doivent précipitamment battre en retraite à la suite de l'intervention de panzers ennemis qui ouvrent le feu. Mastalerz est abattu par des tirs de mitrailleuse en tentant de secourir Eugeniusz Świeściak, le commandant du 1er escadron du 18e régiment poméranien.
Il est enterré au cimetière de Chojnice.